# 村镇银行 (中华人民共和国)
村镇银行是指经中国银行保險监督管理委员会依据有关法律、法规批准，由境内外金融机构、境内非金融机构企业法人、境内自然人出资，在农村地区设立的主要为当地农民、农业和农村经济发展提供金融服务的银行业金融机构。本质是农村社区银行，旨在促进中国农村经济发展。村镇银行是指为当地农民或企业工厂提供金融服务的银行机构。区别于各大银行的分支机构，村镇银行属一级法人机构。2007年1月规定，“村镇银行最大股东或惟一股东必须是银行业金融机构”，“最大银行业金融机构股东持股比例不得低于村镇银行股本总额的20%”。主发起行的监管评级达二级以上（含），满足持续审慎监管要求。只能在本县区范围内发放贷款。

## 背景
设立村镇银行之前，农村有三种金融主体，一是农村信用社，二是邮政储蓄，三是大银行分支机构。但从1998年开始，大银行采取集约经营方针，撤并县级网点，退出中西部省份的县域经济，信贷资金向中心城市、向优质客户、向建设项目集中。县域金融出现了真空。在此背景下，监管部门放开乡镇金融准入，按照规划，村镇银行设立的宗旨就是要实现亲农、扶农、帮农、惠农、建“农民银行”，城镇银行被赋予“立足地方、服务村镇”的市场定位。中国银监会于2006年12月20日公布了《关于调整放宽农村地区银行业金融机构准入政策，更好地支持社会主义新农村建设的若干意见》，银监会将在中西部地区进行包括村镇银行、农村资金互助社、贷款公司三种机构在内的新型银行业金融机构试点，其中村镇银行是最主要的机构。

## 业务
村镇银行可经营吸收公众存款，发放短期、中期和长期贷款，办理国内结算，办理票据承兑与贴现，从事同业拆借，从事银行卡业务，代理发行、代理兑付、承销政府债券，代理收付款项及代理保险业务以及经银行业监督管理机构批准的其他业务。按照国家有关规定，村镇银行还可代理政策性银行、商业银行和保险公司、证券公司等金融机构的业务。

### 大事记
2006年12月 银监会放宽农村银行业金融机构准入政策
2007年3月 首批村镇银行在国内6个首批试点省诞生
2007年10月 银监会宣布试点从6个省扩大到31个地区
2007年12月 首家外资村镇银行曾都汇丰村镇银行开业
2007年12月 国开行作为主发起人组建的村镇银行挂牌
2008年8月 农行发起在湖北内蒙古同时成立村镇银行
2008年9月 中国民生银行发起的村镇银行在彭州开业
2008年10月 全国共开设的村镇银行已经达到20多家
2011年5月 全国共组建村镇银行536家
2012年9月末 村镇银行全国已经增长为799家
2015年12月，全国村镇银行1311家
2018年12月，全国村镇银行共计1616家
2020年9月末，全国村镇银行共1641家，覆盖1306个县（市、旗）。